# Annona gigantophylla
Annona gigantophylla (R.E.Fr.) R.E.Fr. – gatunek rośliny z rodziny flaszowcowatych (Annonaceae Juss.). Występuje naturalnie we wschodniej części Kolumbii, w południowej Wenezueli oraz w Brazylii (w stanie Amazonas). 

## Morfologia
PokrójZimozielone drzewo dorastające do 3–8 m wysokości.
LiścieMają podłużnie lancetowaty kształt. Są skórzaste. Nasada liścia jest klinowa. Wierzchołek jest spiczasty.
KwiatySą zebrane w pęczkach. Mają kremową barwę. Działki kielicha są zrośnięte. Dorastają do 14–17 mm długości.
OwoceTworzą owoc zbiorowy. Mają kulisty kształt. Osiągają 3–4 cm średnicy. Mają areole.

## Biologia i ekologia
Rośnie w wiecznie zielonych lasach. Występuje na wysokości do 700 m n.p.m.